# Jürgen Gnauck
Jürgen Gnauck (* 27. März 1958 in Trier) ist ein deutscher Rechtsanwalt und Politiker der CDU. Er war von Oktober 1999 bis Juni 2003 sowie von Oktober 2013 bis Juli 2014 Minister für Bundes- und Europaangelegenheiten und Chef der Staatskanzlei in der Thüringer Landesregierung.

## Leben
Nach dem Abitur 1977 studierte Gnauck Rechtswissenschaften an der Rheinischen-Friedrich-Wilhelms-Universität in Bonn. 1984 legte er das Referendarexamen beim Oberlandesgericht Köln ab und bestand 1987 das Assessorexamen beim Landesjustizprüfungsamt in Düsseldorf.
Von 1988 bis 1990 arbeitete Gnauck als Dezernent beim Gemeinde- und Städtebund Rheinland-Pfalz in Mainz, ehe er im Mai 1990 zum Aufbau des Gemeinde- und Städtebundes Thüringen abgeordnet wurde. Dort war er von 1990 bis 1991 kommissarischer Geschäftsführer und wurde 1991 zum Landesgeschäftsführer bestimmt. Im Jahr 1996 erhielt er die Zulassung als Rechtsanwalt durch das Thüringer Oberlandesgericht.
Ende September 1999 gab er die Geschäftsführung des Gemeinde- und Städtebundes Thüringen auf. Vom 1. Oktober 1999 bis zum 5. Juni 2003 amtierte er als Minister für Bundes- und Europaangelegenheiten und Chef der Thüringer Staatskanzlei. Mit dem Wechsel im Amt des Thüringer Ministerpräsidenten von Bernhard Vogel zu Dieter Althaus schied Gnauck aus der Landesregierung aus und kehrte als geschäftsführendes Vorstandsmitglied zum Gemeinde- und Städtebund Thüringen zurück. Von 2005 bis zum 31. Dezember 2012 arbeitete er als stellvertretender Vorsitzender des Vorstands der E.ON Thüringer Energie AG und war anschließend als Rechtsanwalt in Erfurt tätig. Am 16. Oktober 2013 wurde Gnauck erneut zum Minister für Bundes- und Europaangelegenheiten sowie Chef der Staatskanzlei ernannt; damit war er bereits der dritte Amtschef der Thüringer Staatskanzlei in der von Ministerpräsidentin Christine Lieberknecht geführten Landesregierung.
Bereits am 1. Juli 2014 trat Jürgen Gnauck wieder von seinem Ministeramt zurück. Die Staatsanwaltschaft Erfurt ermittelte seit April 2014 wegen des Verdachts der Untreue gegen ihn, gab im November 2015 allerdings die Einstellung der Ermittlungen gemäß § 170 Abs. 2 StPO bekannt. Im Ergebnis bestehe kein hinreichender Tatverdacht, da Tathandlungen oder ein strafbares Unterlassen von Gnauck nicht zu erkennen seien.

## Sonstige Mitgliedschaften
Jürgen Gnauck war Mitglied des „Beirates Ost“ der Deutschen Bank und Beiratsmitglied der Erdgasversorgungsgesellschaft Thüringen-Sachsen mbH (EVG). Von 2003 bis 2014 war er Präsident des Thüringer Tischtennis-Verbandes. In seiner Eigenschaft als Thüringer Minister war er vom 11. Oktober 1999 bis zum 5. Juni 2003 und wieder vom 22. Oktober 2013 bis zum 1. Juli 2014 Mitglied des Bundesrates.

## Publikationen
Jürgen Gnauck war an folgenden Publikationen beteiligt:
- „Thüringer Kommunalverfassung“ (1992)
- als Herausgeber: „Thüringer Kommunalhandbuch“ (1997),
- als Herausgeber: „Nachrichten des Gemeinde- und Städtebundes Thüringen“
- als Herausgeber: „Staatshandbuch ‚Bundesrepublik Deutschland‘ Landesausgabe Thüringen“